# Distrikt Viseu
Der Distrikt Viseu (Distrito de Viseu) ist ein Distrikt Portugals, der sich zum größten Teil aus der traditionellen Provinz Beira Alta und einigen Kreisen des Douro Litoral und Trás-os-Montes e Alto Douro zusammensetzt. Die Nachbardistrikte sind der Distrikt Porto, der Distrikt Vila Real und der Distrikt Bragança im Norden, der Distrikt Guarda im Osten, der Distrikt Coimbra im Süden und der Distrikt Aveiro im Westen. Fläche: 5007 km². Einwohner (2001): 394.927. Hauptstadt des Distrikts: Viseu. Kfz-Kennzeichen für Anhänger: VS.
Der Distrikt Viseu ist in 24 Kreise (municípios) aufgeteilt:
| Kreis                 | Anzahl Gemeinden | Einwohner (2021) | Fläche km² | Dichte Einw./km² | LAU- Code | Region        | Unterregion       |
| --------------------- | ---------------- | ---------------- | ---------- | ---------------- | --------- | ------------- | ----------------- |
| Armamar               | 14               | 5.678            | 117,22     | 48               | 1801      | Região Norte  | Douro             |
| Carregal do Sal       | 5                | 9.038            | 116,89     | 77               | 1802      | Região Centro | Dão-Lafões        |
| Castro Daire          | 16               | 13.736           | 379,05     | 36               | 1803      | Região Centro | Dão-Lafões        |
| Cinfães               | 14               | 17.730           | 239,27     | 74               | 1804      | Região Norte  | Tâmega e Sousa    |
| Lamego                | 18               | 24.312           | 165,44     | 147              | 1805      | Região Norte  | Douro             |
| Mangualde             | 12               | 18.303           | 219,27     | 83               | 1806      | Região Centro | Dão-Lafões        |
| Moimenta da Beira     | 16               | 9.410            | 219,95     | 43               | 1807      | Região Norte  | Douro             |
| Mortágua              | 7                | 8.963            | 251,19     | 36               | 1808      | Região Centro | Região de Coimbra |
| Nelas                 | 7                | 13.119           | 125,71     | 104              | 1809      | Região Centro | Dão-Lafões        |
| Oliveira de Frades    | 8                | 9.506            | 145,35     | 65               | 1810      | Região Centro | Dão-Lafões        |
| Penalva do Castelo    | 11               | 7.333            | 134,33     | 55               | 1811      | Região Centro | Dão-Lafões        |
| Penedono              | 7                | 2.738            | 133,70     | 20               | 1812      | Região Norte  | Douro             |
| Resende               | 11               | 10.051           | 123,35     | 81               | 1813      | Região Norte  | Tâmega e Sousa    |
| Santa Comba Dão       | 6                | 10.641           | 111,95     | 95               | 1814      | Região Centro | Dão-Lafões        |
| São João da Pesqueira | 11               | 6.775            | 266,13     | 25               | 1815      | Região Norte  | Douro             |
| São Pedro do Sul      | 14               | 15.137           | 348,95     | 43               | 1816      | Região Centro | Dão-Lafões        |
| Sátão                 | 9                | 11.030           | 201,93     | 55               | 1817      | Região Centro | Dão-Lafões        |
| Sernancelhe           | 13               | 5.692            | 228,61     | 25               | 1818      | Região Norte  | Douro             |
| Tabuaço               | 13               | 5.034            | 133,85     | 38               | 1819      | Região Norte  | Douro             |
| Tarouca               | 7                | 7.363            | 100,10     | 74               | 1820      | Região Norte  | Douro             |
| Tondela               | 19               | 25.910           | 371,22     | 70               | 1821      | Região Centro | Dão-Lafões        |
| Vila Nova de Paiva    | 5                | 4.662            | 175,54     | 27               | 1822      | Região Centro | Dão-Lafões        |
| Viseu                 | 25               | 99.551           | 507,10     | 196              | 1823      | Região Centro | Dão-Lafões        |
| Vouzela               | 9                | 9.580            | 193,68     | 49               | 1824      | Região Centro | Dão-Lafões        |
| Distrikt Viseu        | 277              | 351.292          | 5.009,78   | 70               | 18        | –             | –                 |

Koordinaten: 40° 42′ N, 7° 54′ W